# Dick Ket
Dick Ket est un peintre néerlandais, né le 10 octobre 1902 au Helder et décédé le 15 septembre 1940  à Bennekom. Il s'inscrit dans les courants de la Nouvelle Objectivité et du réalisme magique.

## Biographie
De 1921 à 1925, il est élève à l'École d'arts appliqués d'Arnhem, chef-lieu de la Gueldre, province où il réside toute sa vie, isolé des grands centres artistiques. Souffrant en effet d'une malformation cardiaque incurable, à quoi s'ajoute une certaine agoraphobie, il ne quitte guère la maison familiale et son atelier.
C'est donc dans son environnement immédiat qu'il puise les sujets de ses tableaux : portraits de ses proches (sa mère, ses grands-parents, son meilleur ami), autoportraits, et natures mortes. Son style, influencé par le dadaïsme, le réalisme magique et la Nouvelle Objectivité, se caractérise par un réalisme minutieux, des références à l'Histoire de la peinture, et une touche d'ironie face au dérisoire de la vie. Ket est également l'auteur de gravures à la finition exceptionnelle.
Sa maladie l'emporte à l'âge de 38 ans.

## Galerie

### Portraits

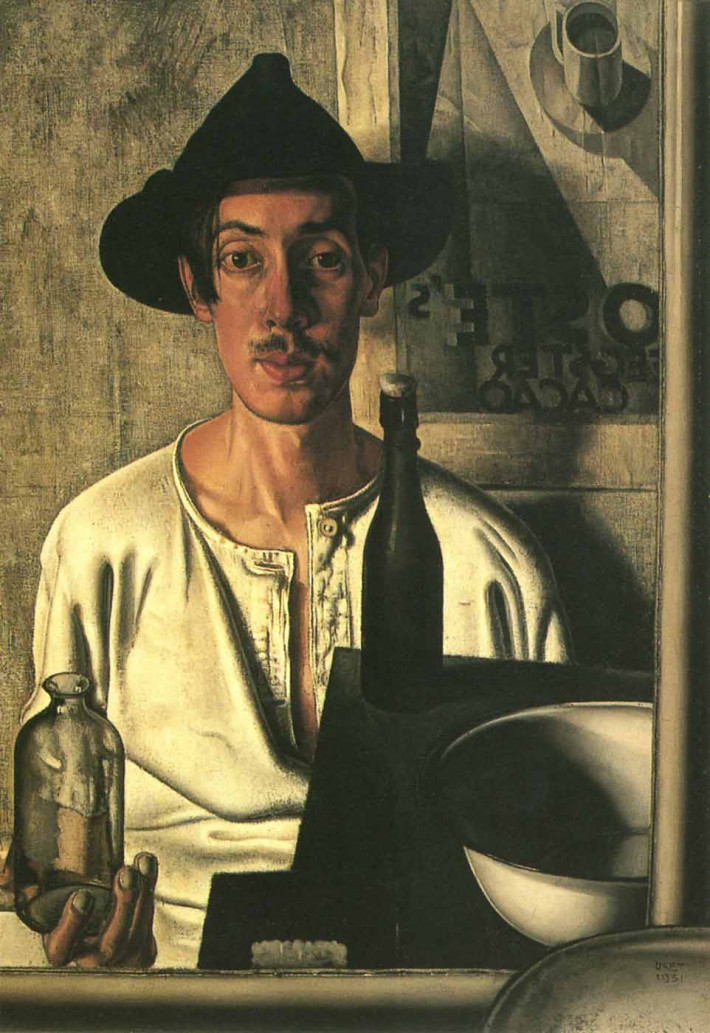
Autoportrait (1931)
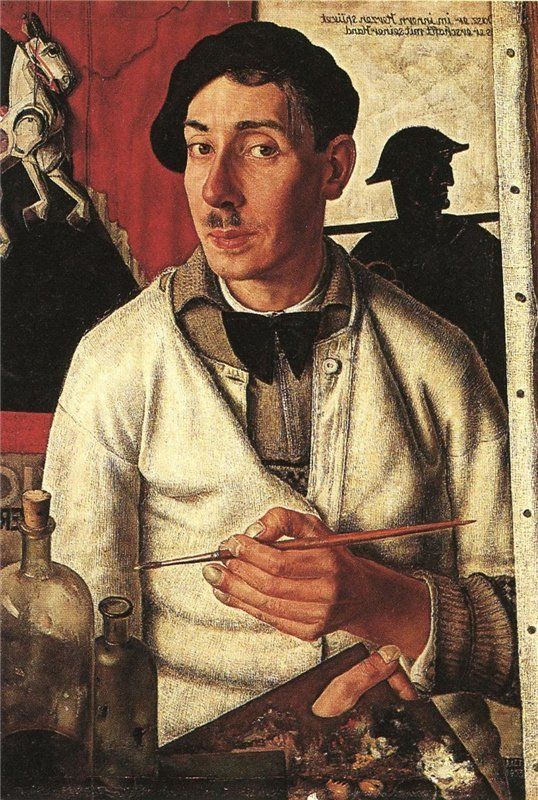
Autoportrait (1933)
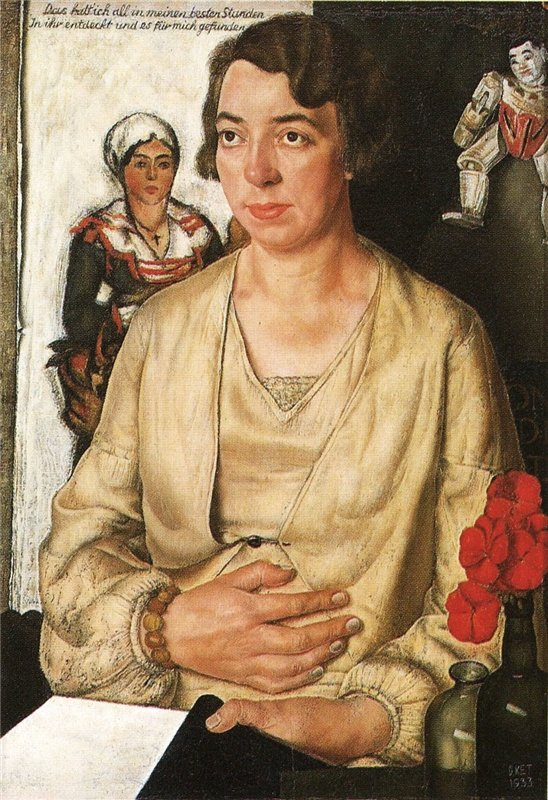
Portrait de Nel Schilt

### Natures mortes

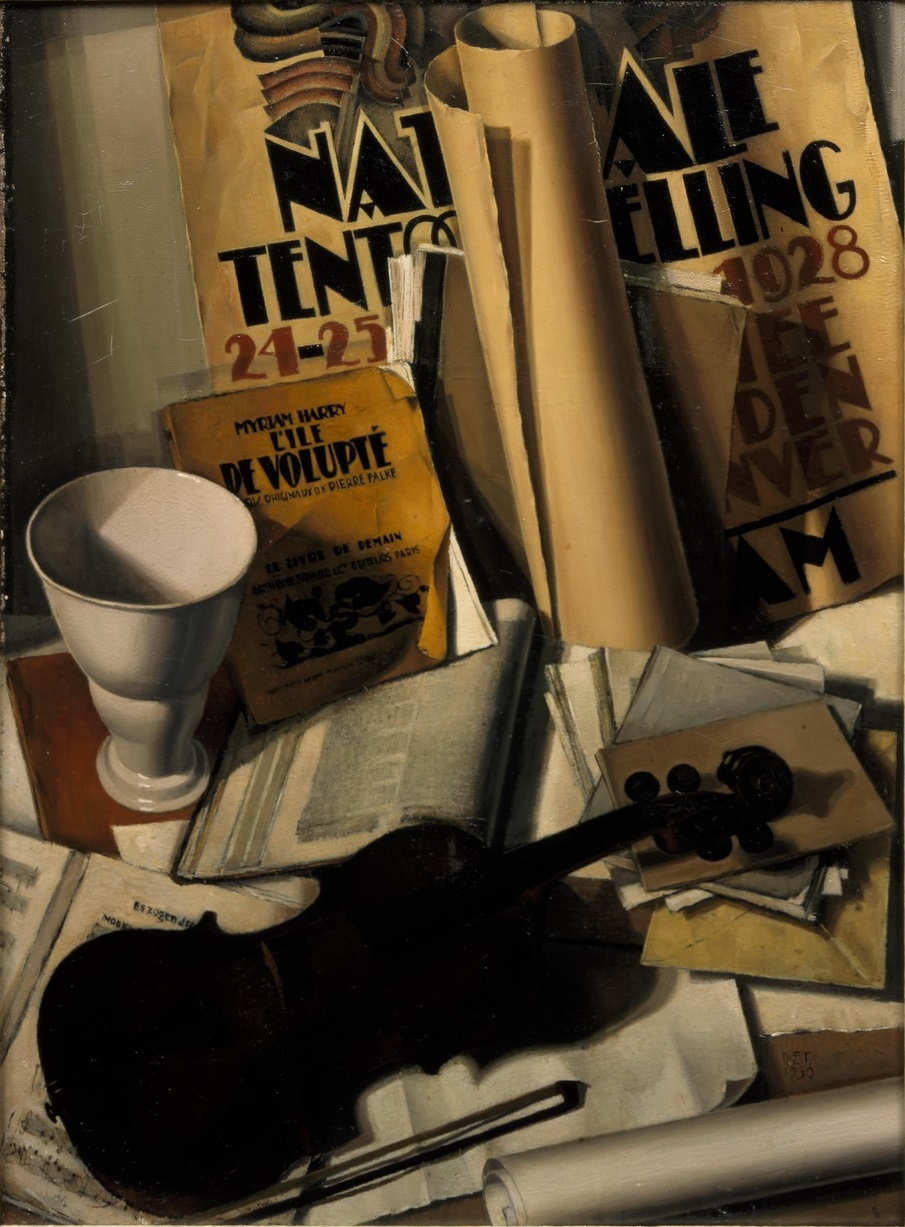
Nature morte (1930)
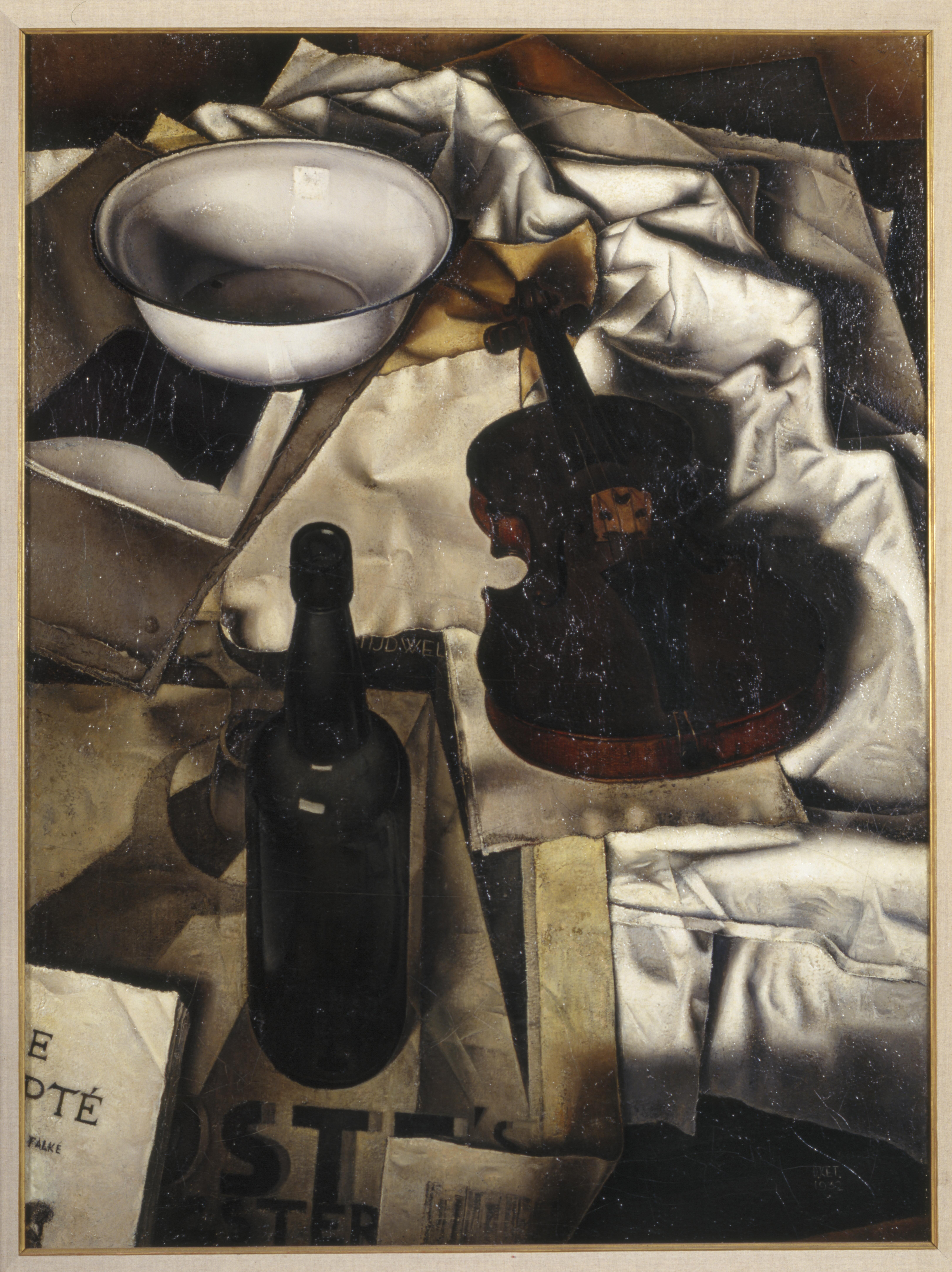
Nature morte (1932)
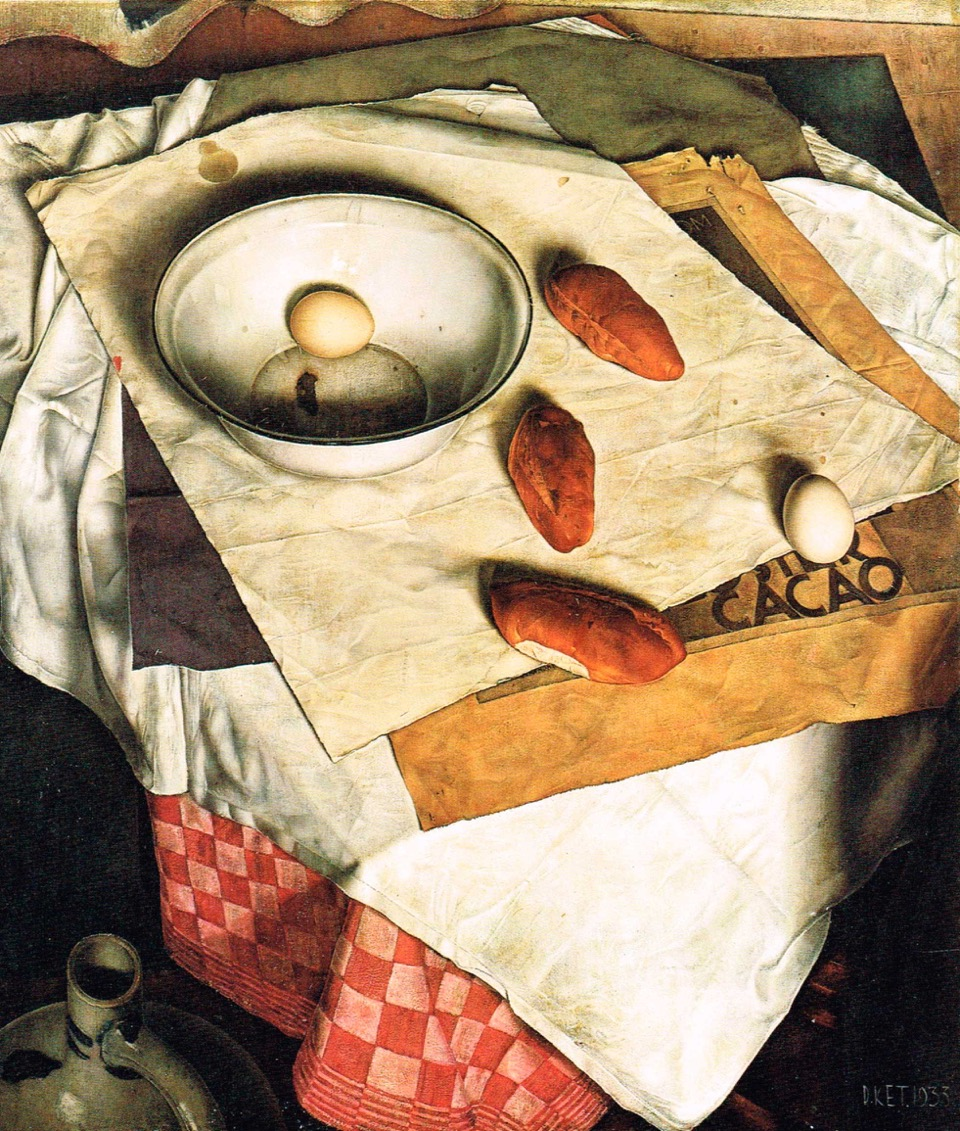
Nature morte (1935)

## Œuvres dans les collections publiques
Dick Ket est présent dans la plupart des musées néerlandais :
- Museum d'Arnhem[3] : c'est la plus importante collection, avec 46 tableaux et des centaines de dessins[4]. Citons ainsi trois autoportraits en forme de triptyque (1930-1939).
- Rijksmuseum[5] et Stedelijk Museum[6] d'Amsterdam
- Musée Boijmans Van Beuningen de Rotterdam[7]
- Musée d'Art de La Haye
- Centraal Museum d'Utrecht
- Museum de Fundatie de Zwolle
- Musée MORE de Gorssel

## Expositions
De son vivant, Ket ne connut qu'une exposition personnelle importante, à Amsterdam, fin 1933, à la galerie de Carel van Lier.
Le Stedelijk Museum Amsterdam et le Musée d'Art de La Haye ont présenté une exposition posthume de son œuvre en 1941.
Plus récemment, Dick Ket était inclus dans l'exposition « La Beauté exacte » au Musée d'Art moderne de Paris en 1994, et a fait l'objet de rétrospectives à l'Institut néerlandais de Paris en 1995, au Musée des Beaux-Arts de Valenciennes en 1996, au Museum d'Arnhem en 2016.